# Achetaria azurea
Achetaria azurea är en grobladsväxtart som först beskrevs av Jean Jules Linden, och fick sitt nu gällande namn av V.C.Souza. Achetaria azurea ingår i släktet Achetaria och familjen grobladsväxter. Inga underarter finns listade i Catalogue of Life.

## Bildgalleri

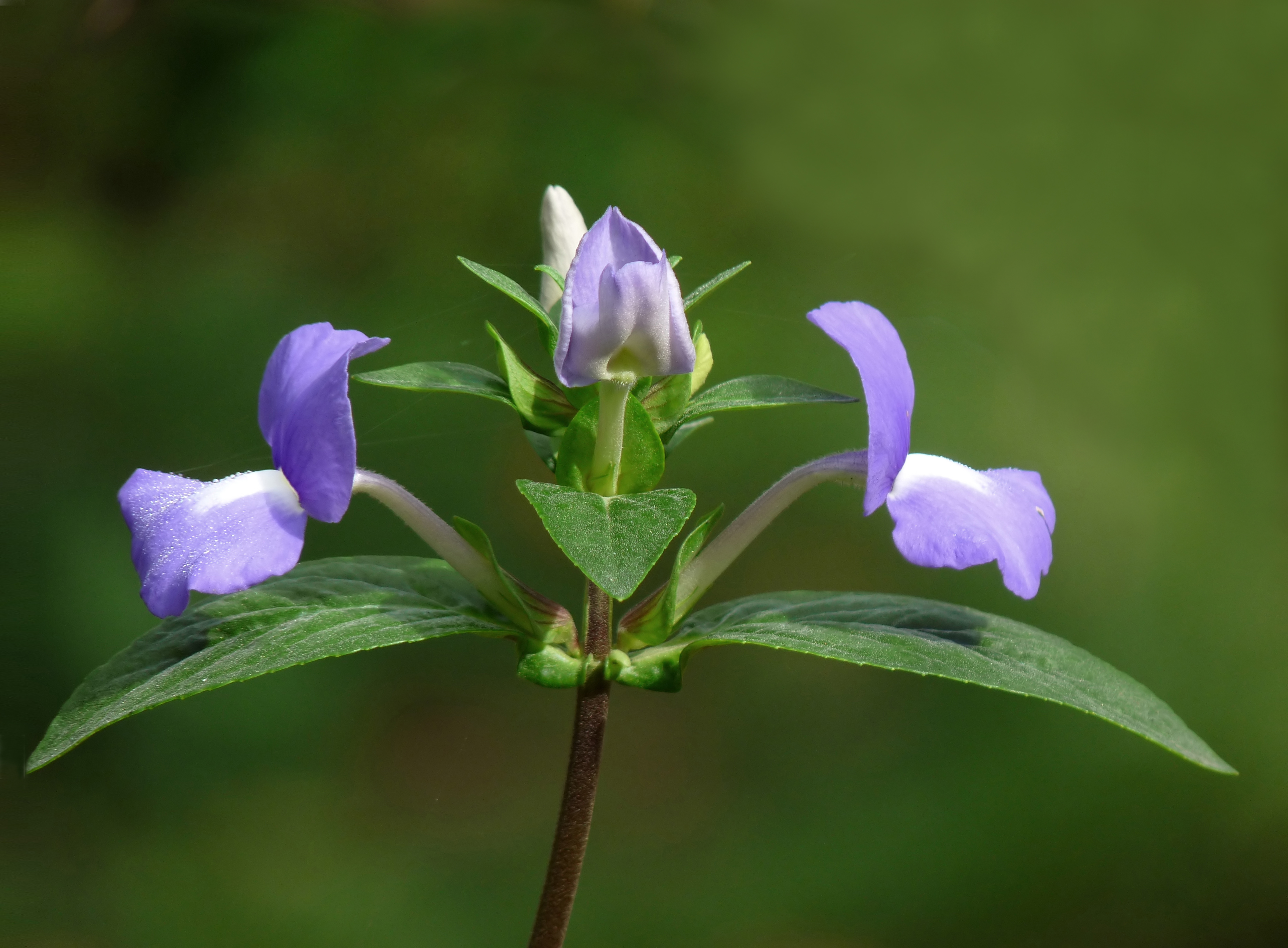
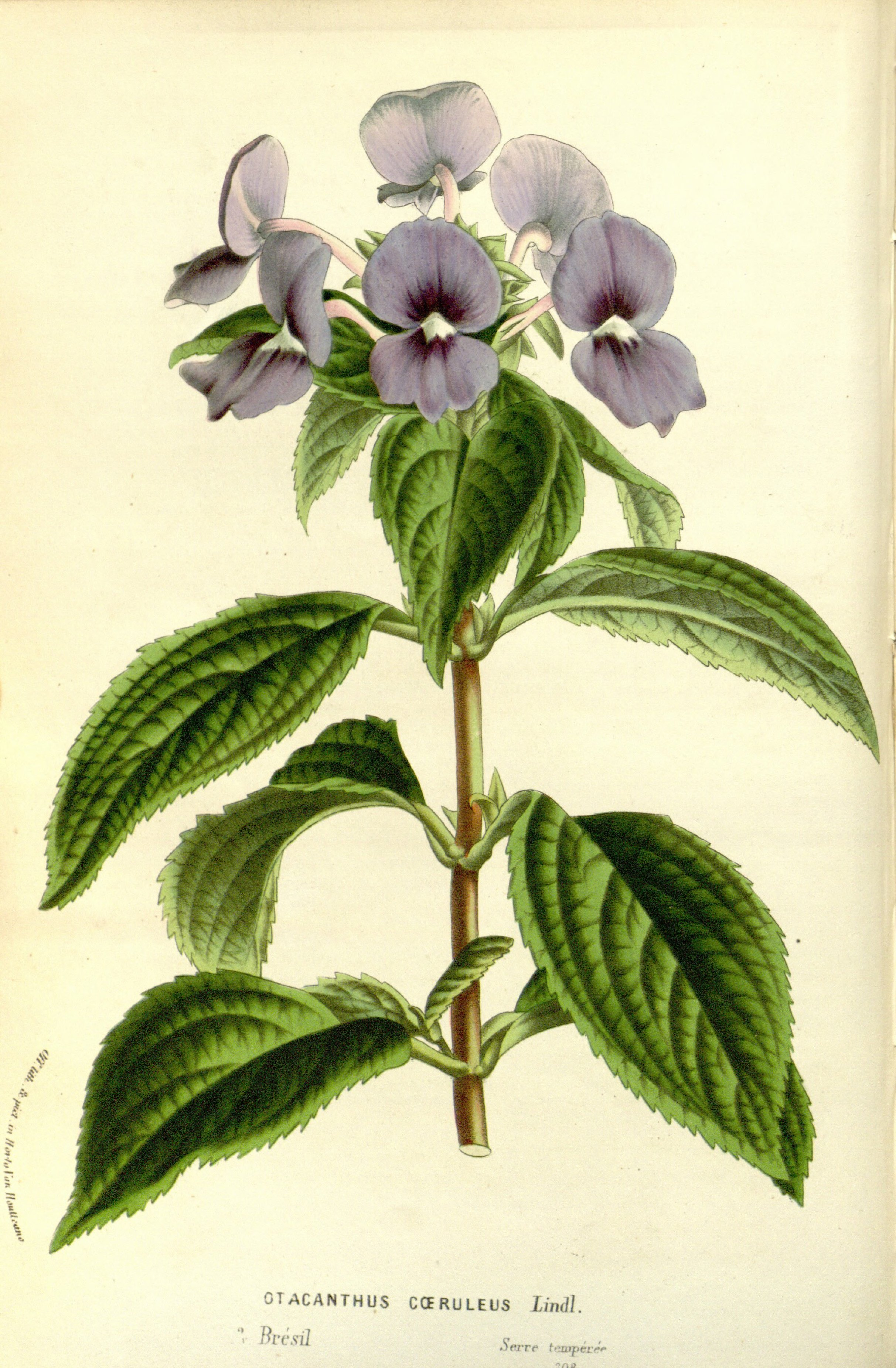
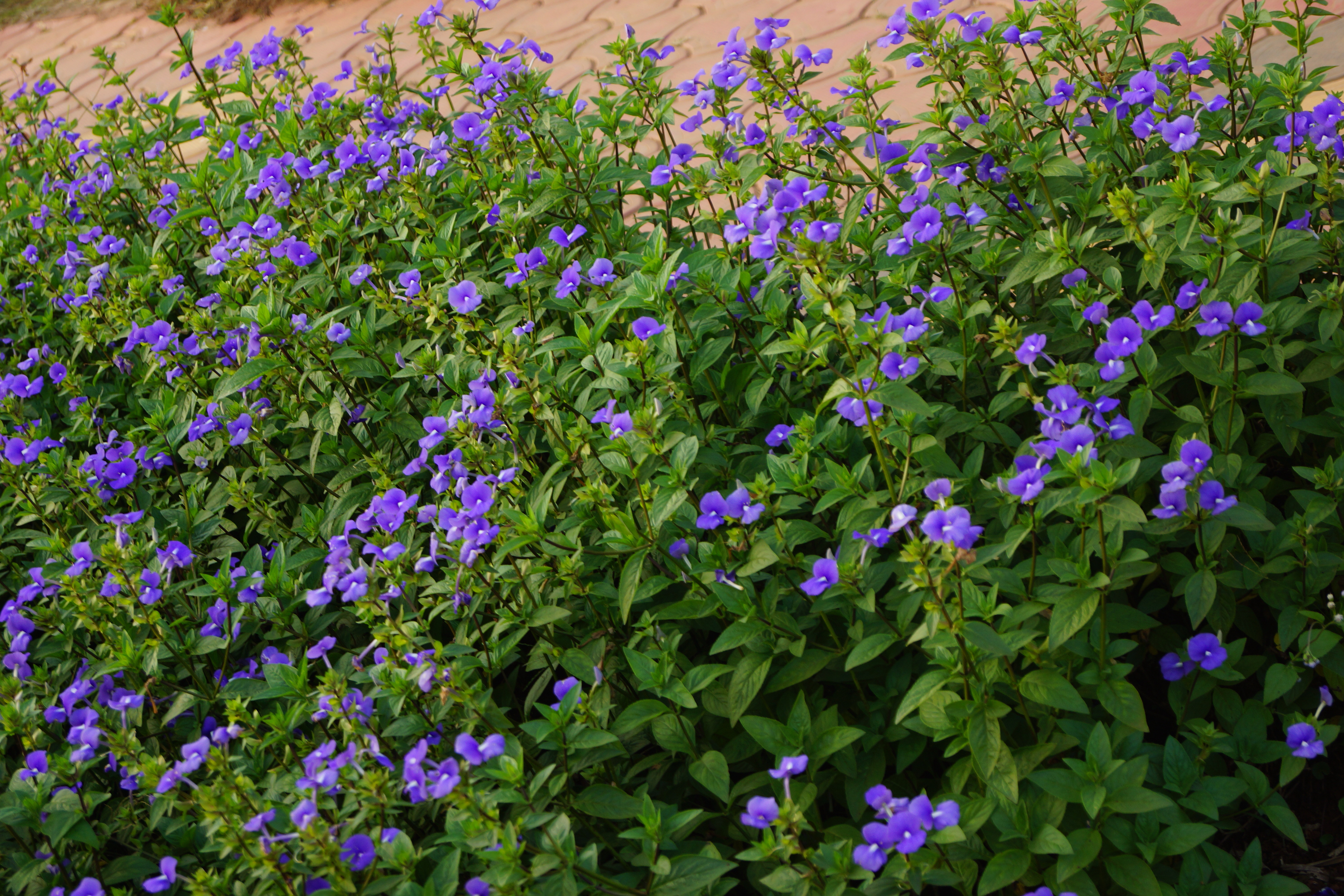
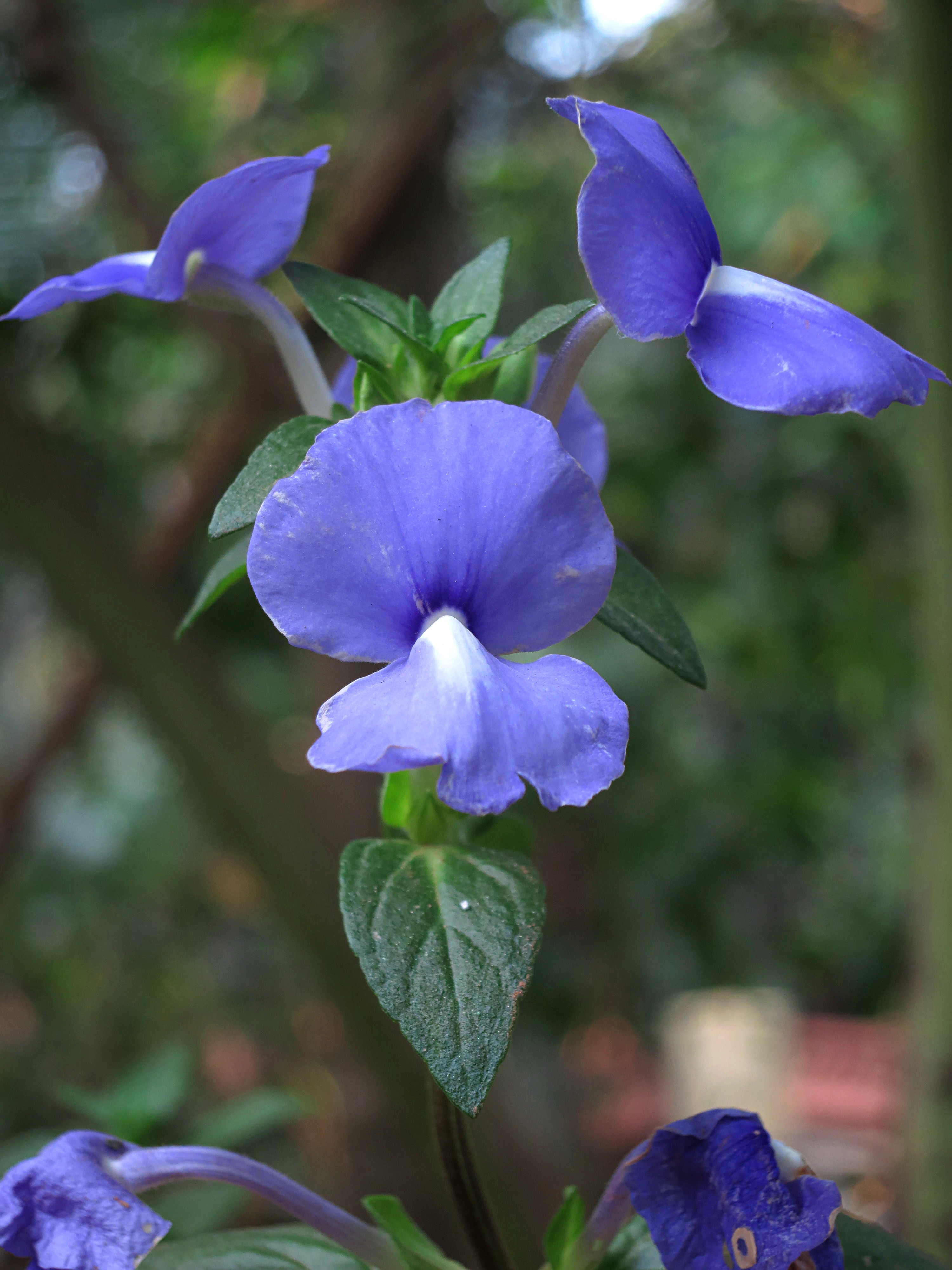
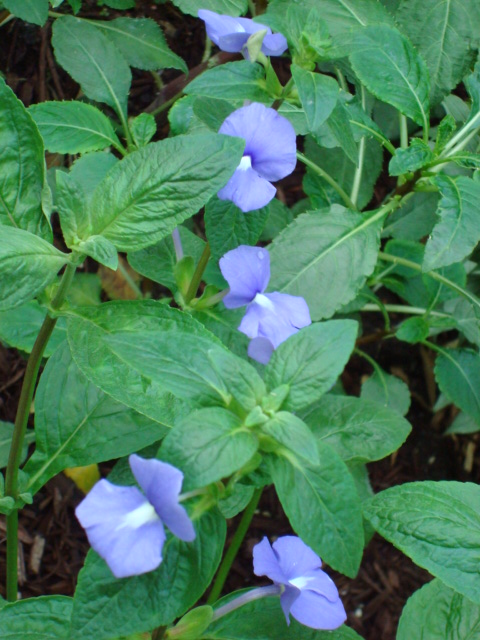
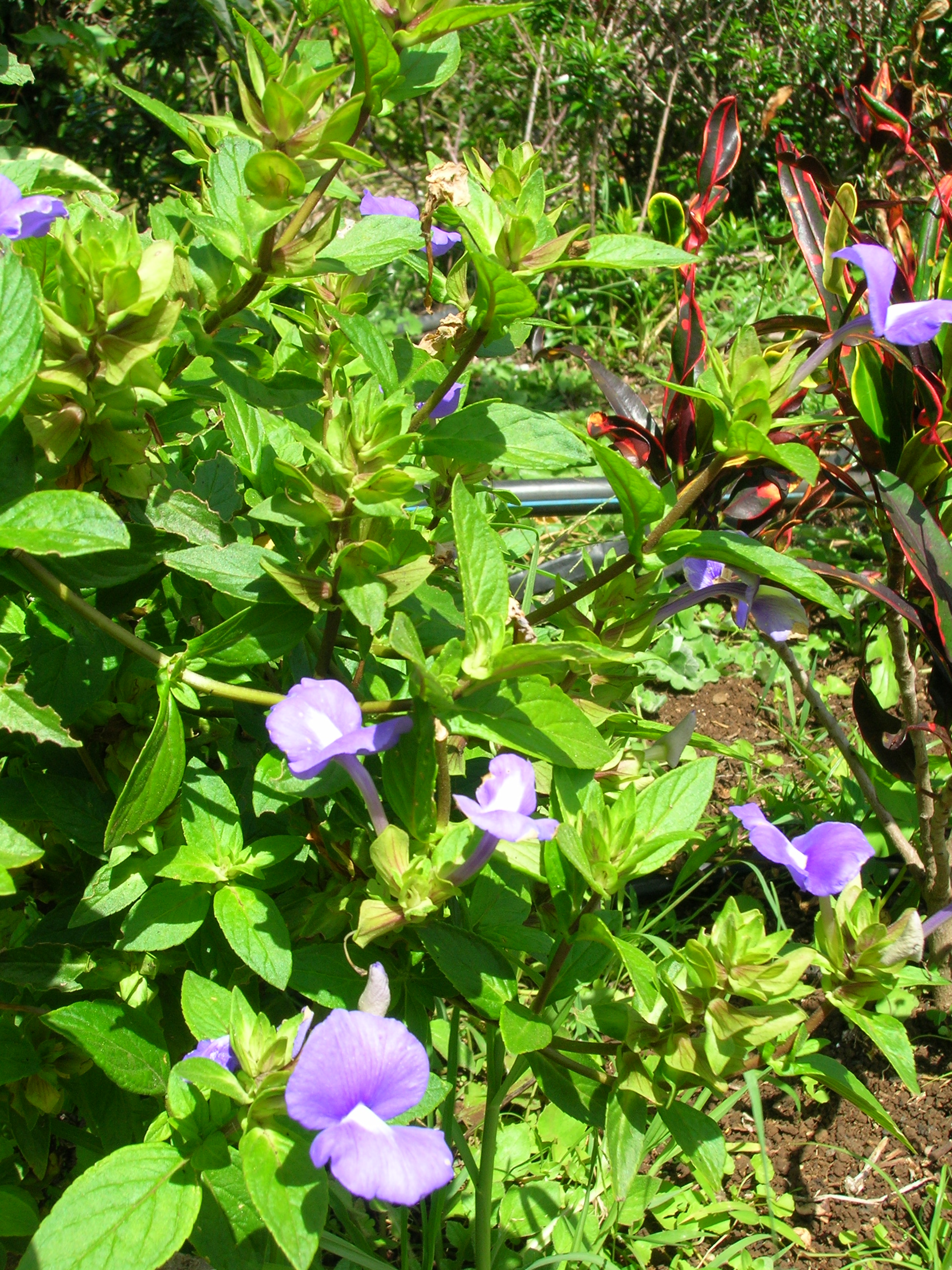